# Лінкольн (Іллінойс)
Лінкольн (англ. Lincoln) — місто (англ. city) в США, в окрузі Лоґан штату Іллінойс. Населення — 13 288 осіб (2020).

## Географія
Лінкольн розташований за координатами 40°9′2″ пн. ш. 89°22′19″ зх. д. / 40.15056° пн. ш. 89.37194° зх. д. (40.150682, -89.371934).  За даними Бюро перепису населення США в 2010 році місто мало площу 16,58 км², уся площа — суходіл.

## Демографія
Згідно з переписом 2010 року, у місті мешкали 14 504 особи в 5877 домогосподарствах у складі 3523 родин. Густота населення становила 875 осіб/км².  Було 6411 помешкання (387/км²).
Расовий склад населення:
| - 92,9 % — білих - 3,8 % — чорних або афроамериканців - 0,8 % — азіатів - 0,2 % — корінних американців |

До двох чи більше рас належало 1,8 %. Частка іспаномовних становила 2,3 % від усіх жителів.
За віковим діапазоном населення розподілялося таким чином: 21,5 % — особи молодші 18 років, 60,9 % — особи у віці 18—64 років, 17,6 % — особи у віці 65 років та старші. Медіана віку мешканця становила 38,0 року. На 100 осіб жіночої статі у місті припадало 92,0 чоловіків;  на 100 жінок у віці від 18 років та старших — 89,3 чоловіків також старших 18 років.
Середній дохід на одне домашнє господарство  становив 52 808 доларів США (медіана — 42 683), а середній дохід на одну сім'ю — 65 795 доларів (медіана — 60 331). Медіана доходів становила 44 745 доларів для чоловіків та 31 796 доларів для жінок. За межею бідності перебувало 18,6 % осіб, у тому числі 19,9 % дітей у віці до 18 років та 6,8 % осіб у віці 65 років та старших.
Цивільне працевлаштоване населення становило 6056 осіб. Основні галузі зайнятості: освіта, охорона здоров'я та соціальна допомога — 29,6 %, виробництво — 13,6 %, роздрібна торгівля — 11,3 %, мистецтво, розваги та відпочинок — 11,0 %.